# Diego Mateo Alustiza
Diego Mateo (Roldán (Santa Fe), 7 d'agost de 1978) és un futbolista argentí, que ocupa la posició de migcampista.
Sorgeix a Newell's Old Boys, equip amb el qual juga prop del centenar de partits. El 2000 marxa a la competició italiana per formar amb l'US Lecce, però no disposa de massa oportunitats i a l'any següent recala al Racing de Santander.
Amb el Racing aconsegueix pujar a la primera divisió espanyola, sent una peça important dels càntabres. Després d'uns mesos al Reial Valladolid, el 2005 retorna a l'Argentina per jugar amb San Lorenzo.
A l'any següent retorna a la competició espanyola i s'incorpora a l'Hèrcules CF. L'estiu del 2007 retorna de nou al seu país, aquesta vegada al Gimnasia Jujuy. Quan aquest conjunt perd la categoria el 2009, el migcampista fitxa pel Newell's Old Boys, que havia estat el seu primer club.